# Oswald
Oswald je priimek v Sloveniji in tujini. Po podatkih Statističnega urada Republike Slovenije je na dan 1. januarja 2010 v Slovenjiji uporabljalo ta priimek 12 oseb.  

## Znani slovenski nosilci priimka
- Franc Oswald (1871—1932), rimskokatoliški katehet in beneficiat v Idriji
- Janez Oswald (*1921), arhitekt in likovni pedagog
- Jani Oswald (*1957), pesnik in publicist
- Mihael Oswald (1892—?), telovadec
- Stane Oswald (1907—1950), geodet, žrtev političnega procesa

## Znani tuji nosilci priimka
- Denis Oswald (*1947), švicarski veslač
- Gerd Oswald (1919—1989), nemško-ameriški režiser
- Lee Harvey Oswald (1939—1963), domnevni atentator na Johna F. kennedyja